# Alexandra Simons de Ridder
Alexandra Simons de Ridder, född den 29 oktober 1963 i Köln i dåvarande Västtyskland, är en tysk ryttare.
Hon tog OS-guld i lagtävlingen i dressyr i samband med de olympiska ridsporttävlingarna 2000 i Sydney.